# Dubuque Fighting Saints (2010–)
Dubuque Fighting Saints är ett amerikanskt juniorishockeylag som är baserat i Dubuque, Iowa och har spelat i United States Hockey League (USHL) sedan 2010. Det har dock redan varit ett juniorlag med namnet Dubuque Fighting Saints som spelade i USHL mellan 1980 och 2001. Fighting Saints spelar sina hemmamatcher i Mystique Community Ice Center, som har en publikkapacitet på 3 079 åskådare, sedan 18 september 2010. Laget har vunnit en Anderson Cup, som delas ut till det lag som vinner USHL:s grundserie, säsongen 2012-2013 och två Clark Cup, som delas ut till det lag som vinner USHL:s slutspel, säsongerna 2010-2011 och 2012-2013.
I laget har bland annat spelare som Riley Barber, Matt Benning, Will Butcher, Johnny Gaudreau, Zemgus Girgensons, William Lagesson, Mike Matheson och Joakim Ryan spelat.